# José Castañeda
José Castañeda (nascido em 29 de março de 1952) é um ex-ciclista olímpico mexicano. Representou sua nação em dois eventos nos Jogos Olímpicos de Verão de 1976.